# Conversation Piece
Conversation Piece är en låt av David Bowie som släpptes som B-sidan till The Prettiest Star från 1970. Den spelades åter in 2000 för att vara på albumet Toy, men då skivbolaget beslöt sig för att inte ge ut skivan blev det istället som singel till albumet Heathen.